# Обвинение в незачитане на фундаментални норми
Обвинение в незачитане на фундаментални норми (на португалски: Arguição de descumprimento de preceito fundamental, ADPF) в Бразилия е процедурен инструмент за абстрактен конституционен контрол пред Върховния федерален съд на актове на държавната власт, в това число и на действащи предконституционни закони, които са извън кръга на останалите способи за абстрактен конституционен контрол, предвидени в Конституцията на Бразилия. Според закон 9982/1999 г. целта на Обвинението в незачитане на фундаментални норми е да предотвратява или поправи вредите, нанесени върху фундаментални норми от актовете на държавната власт.
ADPF има субсидиарен на Директното дело за противоконституционност характер и може да бъде повдигано от кръга субекти, които имат правото да инициират процедурата Директно дело за противоконституционност, а според конституцията на страната това са:
- Президентът на Републиката;
- Председателския съвет на Федералния сенат;
- Председателския съвет на Камарата на депутатите;
- Председателските съвети на щатските законодателни асамблеи или на Законодателната камара на Федералния окръг;
- Щатските губернатори или губернатора на Федералния окръг;
- Главният прокурор на Републиката;
- Федералният съвет на Бразилската адвокатска асоциация;
- политическа партия, представена в Националния конгрес;
- конфедерации на работнически организации или от професионални асоциации с национално значение[3].

## Характеристика и обхват
Обвинението в незачитане на фундаментални норми е инструмент, типичен за концентрирания модел на конституционен контрол, който може да доведе до обезсилване или оспорване на даден федерален, щатски и общински закон или акт, или да доведе до конкретни обстоятелствата, което от своя страна да предизвика обезсилването на регулаторния акт. При първия случай е налице конкретен тип контрол, който се характеризира с принципално действие и борави непосредствено със законовата сила на регулаторния акт. При втората хипотеза инструментът може да доведе до обезсилване на закона въз основа на начина, по който той е приложен в конкретна ситуация (инцидентен характер).
Както при директното дело за конституционност и при тази процедура е установено правилото, че за да бъде разгледано по същество Обвинението в незачитане на фундаментални норми, в съдебната практика трябва да е наличен съдебен или правен спор, отнасящ се до конституционността на закона или регулаторния акт, който е обект на обвинението. Освен това в петицията за започване на ADPF въпросът за легитимността на оспорвания акт трябва да се представи и от гледна точка на това как да се постъпи в конкретните случаи (in concreto), което се отнася до несигурността, създавана от съмненията или споровете за легитимността на атакувания акт. Поради това за съда е важно да са налични ситуации, които биха могли да повлияят върху презумпцията за конституционността или легитимността на оспорения акт.
Важен критерий за допустимостта на обвиненията в незачитане на фундаментални норми е да няма друго средство за атакуване на оспорвания акт пред Върховния съд. От тази хипотеза следва, че обект на процедурата са държавните актове, които остават извън кръга на останалите способи за абстрактен контрол от страна на Върховния съд. Ако съдът прецени, че оспорваният акт може да бъде обект на Директно дело за противоконституционност, то той няма да разгледа по същество повдигнатото пред него обвинение за незачитане на фундаменталните норми. От тази хипотеза може да бъде ограничен и кръгът от конкретни актове на властта, срещу които може да се повдига Обвинение в незачитане на фундаментални норми. На първо място такива актове са федералните, щатските и общинските закони, включително и тези, които са приети преди промулгацията на последната федерална конституция през 1988 г. В това отношение ADPF запълва празнотата, оставена от Върховния федерален съд, който в един от своите прецеденти е постановил, че директното дело за противоконституционност не може да се използва за оспорване валидността на законодателството, прието преди последната конституция. Така обвинението в незачитане на фундаментални принципи е единственият възможен процедурен инструмент за концентриран конституционен контрол на предконституционното законодателство, което продължава да е в сила и след приемането на конституцията. В този случай контролът на предконституционните закони обаче се извършва от гледна точка на съответствието им с Федералната конституция от 1988 г., и то спрямо разпорежданията ѝ в сила към момента на производството, а не въз основа на конституцията, която е била в сила по време на приемането им. От друга страна, в Бразилия никога не е поставян под съмнение дифузният контрол за конституционност на предконституционни закони, който се прилага пред по-долни съдебни инстанции в рамките на конкретни дела. Важно място тук заемат и общинските закони, за които не съществува друг способ за концентриран конституционен контрол пред Върховния съд. Чрез ADPF може да бъде оспорена и конституционността на административни актове. Върховният съдия Жилмар Мендес изразява мнение, че административните актове може да са обект на ADPF, когато са издадени в нарушение на конституционните принципи. Други автори обаче са на мнение, че чрез ADPF могат да бъдат атакувани единствено административни актове, издадени от общинските органи, тъй като актовете на федералната и щатската администрация могат да са обект на ADI .
В обхвата на ADPF влизат и съдебните прецеденти (сумули), които се издават от съдилищата в страната с цел хармонизиране на съдебната практика.
Въпреки че процедурата ADPF и нейните цели присъстват в оригиналния текст на Федералната конституция от 1988 г., Върховният федерален съд категорично отказва да провежда подобни дела при липсата на съответен допълнителен закон, който да регламентира по-детайлно начина за провеждане на процедурата. Такъв закон е приет от Националния конгрес с единадесетгодишно закъснение през 1999 г.. До приемането на Закон 9882/1999 г. Върховния съд не разглежда обвинения в незачитане на фундаментални норми, поради което през периода 1988 – 1999 г. актовете, които са обект на производството, са атакувани единствено в рамките на дифузната система за контрол. При дифузния контрол за конституционност на тези актове, който се осъществява в рамките на конкретни дела и съдебни спорове пред по-низшите съдебни инстанции, решенията на съдилищата, с които подобни нормативни актове се обявяват за противоконституционни, произвеждат inter partes ефект, което означава, че те не отменят оспорваните актове, а ги обявяват за неприложими за страните по съответните дела. Като част от системата на абстрактния конституционен контрол, решенията на Върховния съд по обвиненията в незачитане на фундаментални норми придобиват erga omnes ефект и са задължителни за прилагане от трите власти. Когато обвинението доведе до обявяване на противоконституционност на атакувания акт от Върховния съд, този акт става нищожен и спира да се прилага. За да бъде легитимно решението, с което Върховният съд обявява за противоконституционен атакувания акт, това решение трябва да е взето с мнозинство от две трети от върховните съдии.
Както при останалите директни дела от системата на концентриран конституционен контрол в Бразилия, и при обвинението в незачитане на фундаментални норми съдията-докладчик може да призовава т.нар. amicus curiae и да насрочва публични изслушвания по делото. В хода на процедурата Върховният съд може да издаде прелиминарна заповед, с която да заповяда на всички съдебни органи в страната да суспендират започнатите дела, засягащи прилагането на нормативния акт, който е обект на обвинението, до момента, в който Съдът ще се произнесе с решение по делото.
Относно въпроса за обхвата на понятието „фундаменталните норми“, чиято защита се търси чрез Обвинението за несъответствие, няма конституционна или законова разпоредба, която дава определение на понятието. В своите решения Съдът се опитва да се доближи максимално до пълното определяне на съдържанието, което той дава на понятието. Според установената от него доктрина „фундаменталните норми“ включват индивидуалните права, изброени в 78-те параграфа на чл. 5 от Конституцията на Бразилия; неотменимите ѝ разпоредби, посочени в параграф 4 на чл. 64, отнасящи се до федерализма, периодичните избори, разделението на властите и т.н., които самата конституция забранява да бъдат променяни; и разпоредбите на чл. 34, нарушението на които дава основание за интервенция от страна на Федералното правителство в отделните щати или във Федералния окръг.

## По-известни случаи
- ADPF 54, повдигнато от Конфедерацията на медицинските работници срещу забраната за доброволно прекъсване на бременността, когато плодът е диагностициран с аненцефалия; уважено от Съда през април 2012;
- ADPF 132, повдигнато от губернатора на щата Рио де Жанейро Сержо Кабрал Фильо срещу отказа на властите да признават гражданските бракове между еднополови двойки; уважено от съда през май 2011 г.;
- ADPF 153, повдигнато от Асоциацията на бразилските адвокати срещу Закон 6683 от 28 август 1979 г., наричан още „Закон за амнистията“;
- ADPF 186, повдигнато от Партията на демократите, която настоява да бъдат обявени за противоконституционни актовете на държавната власт, довели до установяване на расови квоти в Университета в Бразилия; отхвърлено като неоснователно на 26 април 2012 г.;